# Китаївська синагога (Мінськ)
Китаївська синагога — синагога, що знаходиться в Троїцькому Передмісті у Мінську за адресою вул. Богдановича 9А. Зараз в будівлі розміщується Будинок природи.
Була побудована на початку 19 ст. (за іншими даними в 1874 р.) і знаходилася в Троїцькому Передмісті. Вона була основним молебним будинком для юдеїв старого міста. У 1970-х рр. була повністю відремонтована і передана Будинку природи.